# فريدريك ييتس
فريدريك ييتس (بالإنجليزية: Frederick Yates)‏ هو سياسي أمريكي، ولد في 3 أكتوبر 1914، وتوفي في 9 أكتوبر 1971. انتخب عضو مجلس نواب ميشيغان ‏.